# Bardelys le magnifique
Pour plus de détails, voir Fiche technique et Distribution.
Bardelys le magnifique (Bardelys the Magnificent) est un film américain réalisé en 1926 par King Vidor.

## Synopsis
Le roi Louis XIII confie au comte de Chatellerault la mission d'épouser Roxalanne de Lavedan, afin que sa fortune ne quitte pas le royaume. Chatellerault échoue et prétend que le cœur de la jeune femme est imprenable. Le marquis de Bardelys, un courtisan, parie sa fortune avec Chatellerault qu'il arrivera à séduire la belle en moins de trois mois. En route, Bardelys découvre un homme mourant du nom de Lespéron dont il prend l'identité pour approcher Roxalanne. Mais Lespéron était un traître, et Bardelys se voit arrêté pour trahison, et condamné à mort...

## Fiche technique
- Titre original : Bardelys the Magnificent
- Titre français : Bardelys le magnifique
- Réalisation : King Vidor
- Scénario : Dorothy Farnum (en) d'après le roman Bardelys the Magnificent de Rafael Sabatini
- Décors : Cedric Gibbons, James Basevi, Richard Day
- Costumes : Clément André-ani, Lucia Coulter
- Photographie : William H. Daniels
- Montage : Conrad Nervig
- Musique : William Axt (non crédité) - Antonio Coppola (2008)
- Société de production	: Metro-Goldwyn-Mayer Pictures Corporation
- Société de distribution : Metro-Goldwyn-Mayer Distributing Corporation
- Pays de production :  États-Unis
- Langue originale : anglais
- Format : Noir et blanc - 35 mm - 1,33:1 -  Muet
- Genre : Drame et romance
- Date de sortie : États-Unis : 30 septembre 1926 (première à Los Angeles)
- Durée : 90 minutes (9 bobines)

## Distribution
- John Gilbert : marquis de Bardelys
- Eleanor Boardman : Roxalanne de Lavedan
- Roy D'Arcy : comte de Chatellerault
- Lionel Belmore : Vicomte de Lavedan
- Emily Fitzroy : Vicomtesse de Lavedan
- George K. Arthur : Saint Eustache
- Arthur Lubin : Le roi Louis XIII
- Theodore von Eltz : Lesperon
- Karl Dane : Rodenard
- Edward Connelly[1] : Le Cardinal de Richelieu
- Fred Malatesta : Castelroux
- John T. Murray : Lafosse
- Joe Smith Marba : L'aubergiste
- Daniel G. Tomlinson : Le sergent des dragons
- Emile Chautard : Anatol

Acteurs non crédités :
- Gino Corrado : Un duelliste
- Lou Costello : Un figurant
- Lon Poff : Le moine de la prison
- Rolfe Sedan : Fop
- John Wayne : Le garde portant une lance

## Production
Le film a longtemps été considéré comme perdu puis a été retrouvé en 2006 en France Lorsque leurs droits sur le roman de Sabatini ont expiré en 1936, les cadres de la MGM choisirent de ne pas les renouveler et furent donc obligés de détruire les éléments du film, y compris le négatif original. Les seuls extraits que l'on croyait conservés étaient une bande-annonce et un court extrait entrevu dans un autre film de King Vidor (Mirages (Show People, 1928). Une copie nitrate 35 mm du film (malheureusement incomplète, il y manque la 3e bobine) fut retrouvée en France en 2006, et fut la base de la "reconstruction" de 2008 par Lobster Films, Paris.
Il a été diffusé pour la première fois à la télévision le dimanche 12 octobre 2008 à 0h55 sur France 3 dans le cadre de l'émission Cinéma de minuit de Patrick Brion.

## Autour du film
- L'acteur John Wayne, alors âgé de 19 ans, fait ici ses débuts à l'écran en tant que cascadeur.
- Dans Mirages (Show People), autre film de King Vidor, on aperçoit quelques images du film au cinéma où les héros sont allés le voir. Ces images ont longtemps été les seules existantes, avant la redécouverte du film.